# وطنا
وطنا، روستایی در دهستان انزان غربی بخش مرکزی شهرستان بندرگز استان گلستان ایران است. بطوریکه فاصله آن تا بندرگز ۵ کیلومتر است این روستا با داشتن چشم‌انداز جنگل و دریا یکی از جاذبه‌های توریستی منطقه بندرگز محسوب می‌شود. مشاغل بیش‌تر اهالی آن کشاورزی و دام پروی می‌باشد. ارتفاع آن ۱۱۰ متر از سطح دریا است.

## جمعیت
بر پایه سرشماری عمومی نفوس و مسکن در سال ۱۳۹۵ جمعیت این مکان ۳۶۴ نفر (۱۲۸خانوار) بوده‌است.